# 秦义昌
秦义昌（1932年8月—2022年6月8日），山东黄县人，中国人民解放军上海警备区正军职退休干部、原南京军区空军副政委。

## 生平
秦义昌1951年1月入伍，1954年12月加入中国共产党。历任学员、机械师、指导员、大队副政委、团政委、师政治部主任、空一师政委、空军第四军政委、空军上海指挥所政委等职。1988年9月被授予少将军衔。
2022年6月8日，秦义昌因病于上海逝世，享年89岁。讣告刊登在7月14日的《解放军报》，骨灰落葬于上海中国人民志愿军纪念广场。